# Almir Oda
Almir Oda (* 10. Jänner 2004) ist ein österreichisch-nordmazedonischer Fußballspieler.

## Karriere

### Verein
Oda begann seine Karriere bei der Gersthofer SV. Im Jänner 2012 wechselte er zum Post SV Wien. Zur Saison 2013/14 kam er in die Jugend des SK Rapid Wien, bei dem er ab der Saison 2018/19 auch in der Akademie spielte.
Im Oktober 2020 debütierte er für die zweite Mannschaft von Rapid in der 2. Liga, als er am siebten Spieltag der Saison 2020/21 gegen den SC Austria Lustenau in der 85. Minute für Raphael Strasser eingewechselt wurde. Für Rapid II absolvierte er 35 Zweitligaspiele, ehe das Team 2023 abstieg. In der Saison 2023/24 kam er in Folge zu 17 Einsätzen in der Regionalliga Ost und schaffte mit den Wienern den Wiederaufstieg.
Im September 2024 verließ Oda Rapid nach elf Jahren und wechselte in den Kosovo zum amtierenden Meister KF Ballkani. Für Ballkani lief er zehnmal in der Superliga auf. Zur Saison 2025/26 kehrte er wieder nach Österreich zurück und wechselte zu Zweitligist SK Austria Klagenfurt.

### Nationalmannschaft
Oda spielte 2019 vier Mal für die nordmazedonische U-15-Auswahl. Im September 2022 debütierte er gegen Litauen für die österreichische U-19-Mannschaft.